# Ekonomiåret 1981

## Händelser

### Januari
- 10 januari - Sveriges budgetminister Rolf Wirtén presenterar den svenska budgetpropositionen.[1]
- 19 januari - Styrelsen för Kockums varv meddelar att arbetsstyrkan skall bantas med 1 500 personer, från 4 600 till 3 100.[1]
- 20 januari - Sveriges riksbank höjer diskontot med två procentenheter. Höjningen är den 1981 högsta i Sverige under 1900-talet.[1]
- 30 januari - Sveriges regering tillåter företaget Sandvik AB at investera i sin fabrik i Sydafrika, vilket innebär dispens på Sveriges två år gamla lag som förbjuder nyinvesteringar i Sydafrika.[1]

### Februari
- 18 februari - USA:s president Ronald Reagan presenterar sitt ekonomiska program för USA:s kongress.[1]
- 20 februari - Stockholms tingsrätt dömer två mäklare i Hägersten till 18 respektive åtta månaders ängelse, samt återbetalning av drygt 400 000 svenska kronor, för försäljning av "svarta" lägenheter.[1]
- 24 februari – Platline AB i Hököpinge stängs av polisen, sedan Hälsovårdsmyndigheten upptäckts kemikalier, rinnandes under fabriksbyggnaden.[1]
- 25 februari – Direktör Anders Wall presenterar ett nytt ekonomiskt projekt, Investment AB Argentus.[1]

### Mars
- 9 mars – Aktier för totalt 173 miljoner SEK omsätts på Stockholms fondbörs. Nytt rekord.[1]
- 16 mars – Gary Engman utnämns till chefredaktör på Aftonbladet.[1]

### Maj
- 26 maj – Volvos bolagsstämma i Göteborg konstateras att med närmare 97 % av Beijerinvests aktieägare har godkänt Volvos bud.[1]

### Juni
- 2 juni – Sveriges riksdag beslutar att varvsindustrierna i Landskrona och Sölvesborg skall läggas ner.[1]
- 2 juni-10 december – SJ firar 125-årsjubileum med lågprissatsning där reseärer med lågpris, eller annat rabbatkort, kan åka vart de vill i Sverige svenska kronor, tur och retur.[1]
- 3 juni – Electrolux styrelseordförande Hans Werthén utses till styrelseordförande i LM Ericsson efter avlidne Hans Werthén.[1]
- 22 juni – Jan Carlzon utses till VD för SAS från 1 augusti 1981.[1]

### Juli
- 29 juli - USA:s kongress godkänner ett förslag från president Ronald Reagan som innebär att USA sänker skatterna.[1]

### September
- 1 september – Mångmilonären och resekungen Simon Spies firar sin 60-årsdag med stor fest i Köpenhamn.[1]
- 6 september – Transair genomför sin sista flygning.[1]
- 14 september – Sverige skriver ned sin krona med 10 %.[1]
- 18 september – Nya Stockholmstidningen utkommer med sitt första nummer.[1]
- 22 september – Kockums varv får en order om 1,3 miljarder SEK på fyra ro-ro-fartyg till Saudiarabien.[1]
- 23 september – I Sverige godkänns kontokortsbolagens krav på slopad regel om 25 % kontantinsats vid köp av kreditkort.[1]
- 28 september – Markanta börsfall rapporteras runtom i världen, men återhämtar sig totalt dagen därpå.[1]

### Oktober
- 4 oktober – Västtyskland revalverar sin D-Mark med 5,5 %.[1]
- 14 oktober - Sveriges riksbank sänker diskontot till 11 %.[1]

## Bildade företag
- Comviq, svenskt telefoniföretag.
- Logitech, schweiziskt elektronikföretag.

## Uppköp
- DePatie-Freleng Enterprises, amerikansk animationsstudio köps av Marvel Comics.

## Konkurser
- 18 december – Vänerskog, svensk skogskoncern.[1]
- Birka Marin, åländsk båttillverkare.

## Priser och utmärkelser
- Sveriges Riksbanks pris i ekonomisk vetenskap till Alfred Nobels minne: James Tobin, USA

## Födda
- 30 oktober – Ivanka Trump, amerikansk affärskvinna.

## Avlidna
- 10 januari – Tore Nordenskiöld, svensk företagsledare.
- 7 februari – Håkan Abenius, svensk industriman.

### Fotnoter
1. 1 2 3 4 5 6 7 8 9 10 11 12 13 14 15 16 17 18 19 20 21 22 23 24 25 26   Horisont 1981. Bertmarks